# Oscinella impar
Oscinella impar är en tvåvingeart som först beskrevs av Becker 1913.  Oscinella impar ingår i släktet Oscinella och familjen fritflugor.
Artens utbredningsområde är Etiopien. Inga underarter finns listade i Catalogue of Life.